# Angle de Brewster

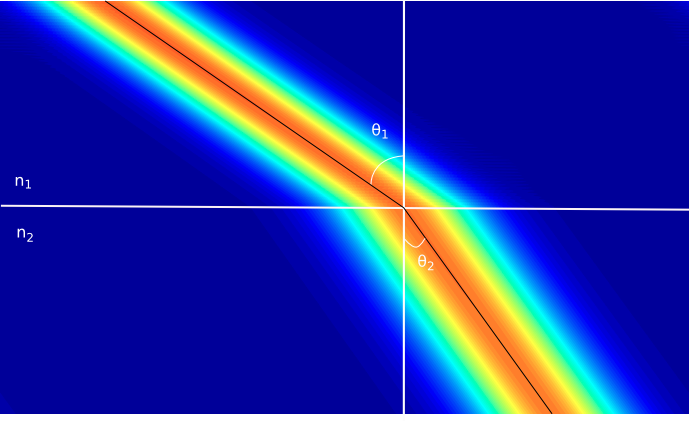
Résultat d'une simulation électromagnétique réalisée avec le programme Moosh montrant un faisceau réfracté à l'incidence de Brewster par un dioptre entre deux milieux d'indice et.

Pour les articles homonymes, voir Brewster.
L'angle de Brewster est un angle d'incidence particulier pour lequel la lumière réfractée et réfléchie possèdent des propriétés de polarisation particulières. Lorsqu'un faisceau lumineux est incident sur un dioptre à cet angle, s'il  est polarisé parallèlement au plan d'incidence (polarisation dite p ou TM) il est alors totalement transmis (pas de réflexion), sinon il y aura un faisceau réfléchi qui sera entièrement polarisé perpendiculairement au plan d'incidence.
À l'angle de Brewster, le rayon réfracté et la direction attendue pour le rayon réfléchi forment un angle droit.
La formule de Snell-Descartes permet de prévoir facilement l'angle de Brewster
si l'on connait les indices de réfraction {\displaystyle n_{1}} et {\displaystyle n_{2}} des milieux. Écrivant
{\displaystyle n_{1}\sin \left(\theta _{1}\right)=n_{2}\sin \left(\theta _{2}\right),}
et
{\displaystyle \sin \left(\theta _{2}\right)=\sin \left({\frac {\pi }{2}}-\theta _{1}\right)=\cos \left(\theta _{1}\right),}
on obtient: 
{\displaystyle \theta _{1}=\arctan \left({\frac {n_{2}}{n_{1}}}\right).}

## Découverte
L'angle de Brewster est nommé d'après Sir David Brewster qui l'a découvert en 1812. Les découvertes sur la biréfringence et la polarisation en sont alors à leurs débuts, Étienne Louis Malus n'ayant observé qu'en 1808 que la lumière non polarisée reflétée par du verre adoptait une polarisation particulière. Brewster effectue des études sur la lumière reflétée par le verre et observe que sous un certain angle il est possible de complètement éteindre la lumière reflétée par le verre grâce à un cristal de calcite convenablement orienté.
À la suite de ces résultats expérimentaux, Brewster parvint à trouver la loi reliant l'indice de réfraction du verre avec la valeur de cet angle permettant de polariser la lumière totalement.
Ces résultats se révèlent fondamentaux puisqu'ils permettent de déterminer l'indice de réfraction d'un matériau en réflexion et non plus seulement en transmission. Il reçoit la médaille d'or de la royal Society en 1815 pour sa découverte.
L'explication physique du phénomène n'arrive que plus tard, après les travaux notamment d'Augustin Fresnel et les développements en optique physique exprimant l'interaction entre le champ électromagnétique et les milieux diélectriques.

## Interprétation physique
L'onde réfléchie dans le milieu 1 trouve son origine dans l'oscillation des charges du milieu 2, charges dont l'oscillation orientée selon le moment dipolaire est perpendiculaire à l'onde réfractée. Dans le cas particulier d'une onde TM à l'angle de Brewster, l'oscillation se retrouve avoir lieu dans la direction de l'onde réfléchie, rendant l'émission de celle-ci impossible car une charge n'émet pas dans la direction de son moment dipolaire.

## Applications
Les lames inclinés à l'angle de Brewster sont utilisées afin soit d'annuler la réflexion partielle, soit de polariser la lumière. Ces lames sont le plus souvent des lames de verre inclinées alors de 56° environ. 
- Historiquement, les polariseurs étaient en partie constitués d'un empilement de lames dites de Brewster inclinées à l'angle de Brewster par rapport au banc d'optique sur lesquels elles étaient utilisées[6].

- Dans les lasers dont le milieu amplificateur est séparé des miroirs de cavité, les dioptres délimitant ce milieu sont inclinés à l'angle de Brewster pour éliminer les pertes par réflexion partielle.
- Une lame de Brewster permet de retrouver la direction de polarisation d'un polariseur. En tournant un polariseur autour d'une lame de verre, on peut observer un minimum de réflexion. À ce minimum, la réflexion partielle à l'angle de Brewster est annulée et on est donc en polarisation TM à l'angle de Brewster. La direction de polarisation du polariseur forme alors l'angle de Brewster avec la lame.
- Les lunettes polarisantes polarisées verticalement permettent de supprimer la lumière naturelle réfléchie sur des surfaces horizontales à l'angle de Brewster. Elles permettent d'atténuer fortement les réflexions parasites voisines de cet angle.
- En imagerie, de nombreux appareils photographiques sont équipés de filtres polarisants, permettant de régler par exemple le contraste de l'image. En utilisant le filtre de manière que la direction de polarisation de la lumière arrivant sur l'appareil forme l'angle de Brewster avec le dioptre formé par une surface réfléchissante, on peut éliminer les réflexions partielles qui nous gênent pour prendre la photographie, et voir ce que nous ne pourrions pas voir avec les réflexions[7].
- Un système d'holographie en réflexion est constitué d'un laser avec un système permettant d'étendre le faisceau. Le faisceau est alors envoyé sur un miroir et arrive sur une émulsion semblable aux  émulsions photographiques mais avec un grain plus petit qui permet d'enregistrer l'hologramme compris entre deux plaques de verre placées au-dessus de l'objet dont on souhaite avoir l'hologramme. Le miroir sera alors tourné de manière que les rayons arrivent sur la plaque de verre avec l'angle de Brewster de manière à éviter les réflexions.

## Calcul à partir des formules de Fresnel

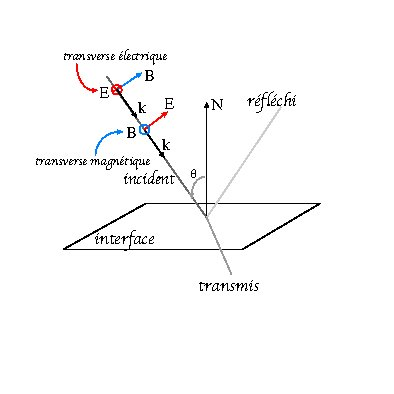
Géométrie et polarisations de la lumière à une interface.

Rayon lumineux réfracté par un dioptre à l'incidence de Brewster en polarisation TM. Il n'y a pas de rayon réfléchi.

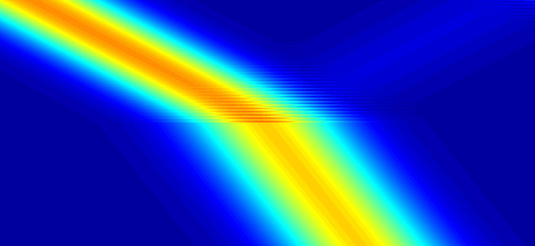
Rayon lumineux réfracté par un dioptre en incidence de Brewster en polarisation TE. Une partie du rayonnement est réfléchi.

Les lois de la réflexion-transmission (lois de Snell-Descartes) portent sur les directions des rayons réfléchis et transmis, mais le comportement des ondes TE et TM diffère en ce qui concerne les intensités respectives des ondes réfléchies et transmises (cf. les coefficients de Fresnel). Ces intensités varient avec l'angle d'incidence. À une incidence égale à l'angle de Brewster {\displaystyle \theta _{b}}, l'onde TM est totalement transmise et le rayon réfléchi disparait.